# Freak Out!
Freak Out! (рус. Бесись!) — дебютный студийный альбом Фрэнка Заппы и группы The Mothers of Invention. Записан всего за несколько дней и выпущен в 1966 году как двойной альбом. Является одним из первых двойных альбомов в истории рока. Занимает 243-е место в списке «500 величайших альбомов всех времён по версии журнала Rolling Stone». Наивысшая позиция в чартах: 130, когда альбом вышел впервые, было продано около 30000 экземпляров.

## Об альбоме
Композиции этого альбома, как и нескольких последующих работ группы, обобщены явлением сатирического восприятия Заппой американской поп-культуры. Альбом спродюсирован Томом Уилсоном, также продюсировавшим альбомы для таких исполнителей как Боб Дилан, Simon and Garfunkel и The Velvet Underground.

### Запись
Первые две песни, записанные для альбома были «Any Way The Wind Blows» и «Who Are the Brain Police?». Когда Том Уилсон услышал последнюю композицию, он убедился, что The Mothers не были обычной ритм-н-блюзовой группой. В «Настоящей книжке», Заппа написал: "В окошко мне было видно, как Том Уилсон срочно дозванивается начальству — вероятно, чтобы сказать: «Ну, э-э, не то чтобы совсем „белая блюзовая группа“, но… в общем, что-то в этом роде»". В 1968 году, в статье, написанной для журнала Hit Parader, Заппа говорил, что, когда Уилсон слышал эти песни «он был настолько впечатлён, что позвонил в Нью-Йорк, и в результате я получил более или менее неограниченный бюджет, чтобы сделать это чудовище». «Все песни на нём были о чём-то. Мы не заполняли чем попало промежутки между вещами из популярной сорокапятки. Каждая мелодия имела свою задачу в рамках общей сатирической концепции» — писал Заппа в своей «Настоящей книжке».
Если бы вы наглядно анализировали различные типы направлений всех песен альбома Freak Out!, что-то там есть немного для всех. По крайней мере, одна часть материала предназначена для каждого типа социальной направленности в пределах нашей группы потребителей. Потому что есть люди, которым нравится то, что мы делаем.
Альбом был записан на студии TTG на пересечении бульваров Сансет и Хайленд в Голливуде, штат Калифорния, в период с 9 по 12 марта 1966 года. Некоторые песни, такие как «Motherly Love» и «I Ain’t Got No Heart» были записаны ещё до сессий альбома. Эти ранние записи, как утверждается, были сделаны примерно в 1965 году, и не были официально выпущены до 2004 года, когда они появились на посмертном альбоме Joe’s Corsage . Ранняя версия песни «Any Way The Wind Blows», была записана в 1963 году, вышла на посмертном релизе The Lost Episodes. Песня была написана, когда Заппа развёлся с первой женой Кей Шерман. В буклете альбома, Заппа написал: «Если бы я не развёлся, то этот кусок тривиальной глупости никогда бы не был записан». «
По мере продолжения сеансов записи Уилсон восторгался все больше. В середине записи, Заппа сказал ему: „Я бы хотел на пятьсот взять напрокат ударных инструментов и вдобавок для кое-каких специальных эффектов привести в студию фриков с бульвара Сансет“. Уилсон согласился. Началась работа над композицией „The Return of the Son of Monster Magnet“». По словам Фрэнка, лейбл отказался дать ему время, необходимое для завершения композиции, и поэтому она была выпущена в незавершенном виде.
Заппа позже выяснил, что во время записи материала, Уилсон принимал ЛСД. «Я об этом понятия не имел — он потом сказал. Я все пытался представить, о чём он думал, сидя в своей аппаратной, слушая белиберду из динамиков и вдобавок по обязанности командуя звукооператору Ами Хадани (который не был под кислотой), что делать».
К тому времени, когда Freak Out! был отредактирован, Уилсон потратил 25-35 тысяч MGM. В журнале Hit Parader Заппа писал «Уилсон взял удар на себя. Он потратил на запись все деньги. MGM чувствовали, что потратили слишком много денег на альбом».
Лейбл настаивал, чтобы две сюжетные линии были удалены из композиции «It Can’t Happen Here», подраздела композиции «Help, I’m a Rock» (посвященной Элвису Пресли), оба из которых руководители лейбла сочли ссылками на наркотики. Тем не менее, на лейбле либо не возражали, либо не заметили, как при быстрой записи Заппа кричал слово «fuck», на 11 минуте и 36 секунде композиции «The Return of the Son of Monster Magnet». В 1995 году при выпуске альбома на CD композиции «Help, I’m a Rock» и «It Can’t Happen Here» были проиндефексированы как отдельные треки. «It Can’t Happen Here» впервые была издана ранее, в 1969 году как отдельный трек на сборнике Mothermania. "
Руководство MGM также сказало Заппе, что группа должна изменить своё название, утверждая, что ни один диск-жокей не пропустит в эфир пластинку группы под названием «The Mothers»
...В то время тех, кто считался хорошим музыкантом, называли «motherfucker», а «mothers» было сокращённым вариантом множественного числа. На самом деле требовалось определённое нахальство для такого наименования, потому что мы не были такими уж хорошими музыкантами. По стандартам барной сцены в тех краях мы ушли от наших конкурентов на много световых лет вперед. Но в плане подлинного искусства мы оставались, думаю, в том же болоте.Фрэнк Заппа

### Выход в свет
Freak Out! был выпущен 27 июня 1966 года. Название группы изменилось на The Mothers of Invention. Его Заппа выбрал, отклонив название предложенное MGM, «The Mothers Auxiliary». На задней стороне конверта размешалось сообщение от вымышленного персонажа Сьюзи Кримчиз (которая также появляется на самом альбоме), которое гласило:
Эти The Mothers безумные. Посмотрите, как они одеты. Один, даже, натянул бусы. И все они плохо пахнут. Когда мы наняли их на танцы после баскетбольного матча, мой парень предупредил меня, что я увижу нечто такое, о чём пожалею.
Один парень в шубе время от времени исчезал, а затем появлялся с толпой таких же придурков. В конце концов, они заполонили всю танцевальную площадку.

Никому в нашей школе эти Mothers не понравились... особенно после того, как наш учитель объяснил, что подразумевают слова их песен. Ваша навсегда, Сьюзи Кримчиз, Солт-Лэйк-Сити, Юта.
Поскольку текст был напечатан в шрифте пишущей машинки напоминающие буквы, некоторые люди подумали, что Сьюзи Кримчиз была реальным человеком, и многие слушатели ожидали увидеть её на концертах. В связи с этим, было решено, что «было бы лучше взять с собой Сьюзи Кримчиз которая продемонстрировала бы правдивости такого существа раз и навсегда». Поскольку оригинальный голос Сьюзи Кримчиз, Дженни Вессор, была недоступна, то эту роль взяла на себя Памела Зарубика.
Раннее американское издание альбома включала в себя рекламу-карту для «Freak Out Hot Spots!» . Внутри альбомное маленькое объявление было направлено на людей, приезжающих посещать Лос-Анджелес, и в нём были указаны несколько известных ресторанов и клубов, в том числе Canter и Whiskey A Go-Go. В конечном итоге все первоначальное внутреннее оформление альбома было перепечатано и включено в его переиздание The MOFO Project/Object, включавшее четыре аудиодиска и документальный фильм о создании альбома, выпущенного семьёй Заппы в 2006 году.

## Список композиций
1. Hungry Freaks, Daddy — 3:32
2. I Ain’t Got No Heart — 2:34
3. Who Are the Brain Police? — 3:25
4. Go Cry on Somebody Else’s Shoulder — 3:43
5. Motherly Love — 2:50
6. How Could I Be Such a Fool? — 2:16
7. Wowie Zowie — 2:55
8. You Didn’t Try to Call Me — 3:21
9. Any Way the Wind Blows — 2:55
10. I’m Not Satisfied — 2:41
11. You’re Probably Wondering Why I’m Here — 3:41
12. Trouble Every Day — 5:53
13. Help, I’m a Rock — 4:42
14. It Can’t Happen Here — 3:59
15. The Return of the Son of Monster Magnet (Unfinished Ballet in Two Tableaux) — 12:22

## Участники записи
The Mothers of Invention
- Фрэнк Заппа — гитара, дирижирование, вокал
- Джимми Карл Блэк — ударные инструменты, барабаны, вокал
- Рэй Коллинз — губная гармоника, тарелки, звуковые эффекты, бубен, вокал, тарелочки
- Эллиот Ингбер — гитара (соло и ритм)
- Рой Эстрада — бас-гитара, вокал, гитаррон, сопрано-вокал

The Mothers' Auxiliary
- Джин Эстес — ударные инструменты
- Юджин Ди Нови — фортепиано
- Нил Ле Ванг — гитара
- Джон Ротелла — кларнет, саксофон
- Курт Реер — виолончель
- Рэймонд Келли — виолончель
- Пол Бергстром — виолончель
- Эммет Сарджент — виолончель
- Джозеф Саксон — виолончель
- Эдвин В. Бич — виолончель
- Артур Мэбе — валторна, туба
- Джордж Прайс — валторна
- Джон Джонсон — туба
- Кэрол Кэй — 12-струнная гитара
- Вирджил Эванс — труба
- Дэвид Уэллс — тромбон
- Кеннет Уотсон — ударные инструменты
- Плэс Джонсон — саксофон, флейта
- Рой Кэтон — «копировщик»
- Карл Францони — «бесноватый»
- Вито — «бесноватый»
- Ким Фоули — указан как «приглашенный болтофонщик»
- Бенджамин Барретт — «исполнитель»
- Дэвид Андерле
- «Моторхэд Шервуд» — шумовые эффекты
- Мак Ребеннэк — фортепиано
- Пол Баттерфилд — вокал
- Лес Маккэн — фортепиано
- Дженни Вессор — голос Сьюзи Кримчиз

### Остальные участники
- Продюсер: Том Уилсон
- Главный инженер: Вэл Валентин
- Инженеры: Aми, Том, Вэл Валентин
- Помощники: Юджин Динови, Нил Ле Ванг, Вито, Кен Уотсон
- Автор всей музыки: Фрэнк Заппа
- Оркестровка: Фрэнк Заппа
- Аранжировка: Фрэнк Заппа
- Дизайн альбома: Джек Анеш
- Парикмахер: Рэй Коллинз